# Super Ape
Super Ape ist ein Album der Band The Upsetters. Als Komponist, Arrangeur, Produzent und Toningenieur war Lee Perry verantwortlich. Super Ape ist stilistisch dem Reggae beziehungsweise dem Dub zuzuordnen.

## Aufnahme
Super Ape wurde im Jahr 1976 in den Black-Ark-Studios auf Jamaika in folgender Besetzung aufgenommen:
- Earl „Chinna“ Smith (Gitarre)
- Boris Gardiner (Bass)
- Mikey „Boo“ Richards (Schlagzeug)
- Anthony „Benbow“ Creary (Schlagzeug)
- Keith Sterling (Klavier)
- Bobby Ellis, Richard „Dirty Harry“ Hall, Herman Marquis, Vin Gordon, Egbert Evans (Blasinstrumente)
- Noel „Scully“ Simms (Percussion)
- Lee Perry (Percussion)

## Titel
Auf Super Ape sind im Original zehn Songs zu hören, bei der Island-CD sind es 13 Titel inklusive Bonustracks:

### Seite 1
1. Zions Blood (3:56)
2. Croaking Lizard (3:25)
3. Black Vest (4:39)
4. Underground (2:54)
5. Curly Dub (4:13)

### Seite 2
1. Dread Lion (4:31)
2. Three in One (3:37)
3. Patience (3:50)
4. Dub Along (3:10)
5. Super Ape (3:48)

### CD-Bonus
1. Rastaman Shuffle (Single Version) – 7:49
2. Magic Touch (Album Version) – 4:02
3. Corn Fish Dub (Single Version) – 4:26

## Veröffentlichungen
Als Scratch, the Super Ape erschien das Album im Jahr 1976 zunächst bei dem jamaikanischen Label Upsetter als LP. Mit einer veränderten Tracklist wurde es noch im selben Jahr vom Label Island als Super Ape wiederveröffentlicht.
Im Jahr 1978 brachten die Upsetters mit Return of the Super Ape eine Fortsetzung von Super Ape heraus.

## Rezeption
In der Musikdatenbank Allmusic wird Super Ape mit fünf von fünf möglichen Sternen geführt.
Die Rezensentin Kaline Thyroff vom Jugendkanal des Bayerischen Rundfunks bezeichnete Super Ape als „das wohl beste und vielschichtigste Dub-Reggae-Album überhaupt.“